# Cockburn-Insel (Antarktika)
Die Cockburn-Insel (englisch Cockburn Island) ist eine kleine Insel, die südlich der nordöstlichen Spitze der Antarktischen Halbinsel im Weddellmeer liegt.

## Geografie
Die Cockburn-Insel liegt am Ausgang der Admiralitätsstraße in den Erebus-und-Terror-Golf. Von Bodman Point auf der Seymour-Insel ist sie nur 3,5 km entfernt, von Kap Gage auf der James-Ross-Insel etwa 12 km. Die Insel hat eine ovale Form. Ihr 250 m hohes Plateau fällt nach allen Seiten steil ins Meer ab. Ihren höchsten Punkt erreicht die Insel in einer kegelförmigen Erhebung im Westen des Plateaus.

## Geologie
Der kegelförmige Cockburn Peak und das Plateau werden von Tuff und hartem Basalt gebildet, der die darunterliegenden weicheren Sedimente vor der Erosion bewahrt hat und für die heutige Gestalt der Insel verantwortlich ist. Im östlichen Teil des Plateaus sind die vulkanischen Gesteine vom fossilreichen Sandstein der Cockburn-Island-Formation überdeckt, deren Alter 2,5 bis 3 Millionen Jahre beträgt. An den steilen Kliffs treten unter dem Basalt Gesteine aus der Kreide (Snow-Hill-Formation) und dem Eozän (La-Meseta-Formation) zu Tage.

## Klima
Das Klima auf der Cockburn-Insel ist kalt und trocken. Es gibt keine längere Messreihe, aber man kann davon ausgehen, dass es sich kaum von dem der 15 km entfernten Marambio-Station auf der Seymour-Insel unterscheidet. Hier liegt die mittlere Temperatur über das Jahr bei −9,1 °C, im Dezember, dem wärmsten Monat, bei −1,7 °C und im Juli, dem kältesten Monat, bei −15,2 °C. Die starken Winde und geringen Niederschläge sorgen dafür, dass die Oberfläche der Insel meistens schneefrei ist.

## Flora und Fauna
Eine erste Bestandsaufnahme der Vegetation der Cockburn-Insel wurde bereits 1843 von Sir Joseph Dalton Hooker vorgenommen, der hier zum ersten Mal Pflanzen südlich der Südshetlandinseln sammelte. Die rauen klimatischen Bedingungen verhindern das Wachstum höherer Pflanzen, es wurden aber neun Moosarten, 34 Flechtenarten, drei Arten von Cyanobakterien und eine Algenart gefunden.
Die Cockburn-Insel wird von BirdLife International als Important Bird Area (AQ071) ausgewiesen. 2006 wurden 800 Brutpaare der Blauaugenscharbe gezählt. Hooker fand hier 1843 auch Brutkolonien des Adéliepinguins und des Schneesturmvogels vor. Ob diese Vögel heute noch auf der Insel brüten, ist nicht bekannt.

## Geschichte
Die Cockburn-Insel wurde 1843 von James Clark Ross entdeckt und nach dem britischen Marineoffizier Sir George Cockburn benannt. Sie ist der einzige Ort der Westantarktis, den Ross auf seiner Reise betrat. Ross’ Inbesitznahme der Insel für das Britische Empire am 6. Januar 1843 dient Großbritannien heute als Begründung seiner Ansprüche auf die Inseln östlich der Antarktischen Halbinsel.
Erst 1902 wurde die Insel von Mitgliedern der Schwedischen Antarktisexpedition unter Leitung von Otto Nordenskjöld erneut betreten. Nordenskjöld überwinterte auf Snow Hill Island in Sichtweite der Cockburn-Insel.  Gösta Bodman (1875–1960) war der Erste, der das Plateau der Insel erstieg. 1903 fand Johan Gunnar Andersson Fossilien aus der Kreide und dem Tertiär.
1945 wurde die Erforschung der Insel wieder aufgenommen. Im Rahmen der Operation Tabarin wurde die Cockburn-Insel von W. N. Croft geologisch näher untersucht. In den Folgejahren waren es vor allem argentinische, britische und polnische Geologen und Paläontologen, die die Insel besuchten.